# Diagrama de Venn

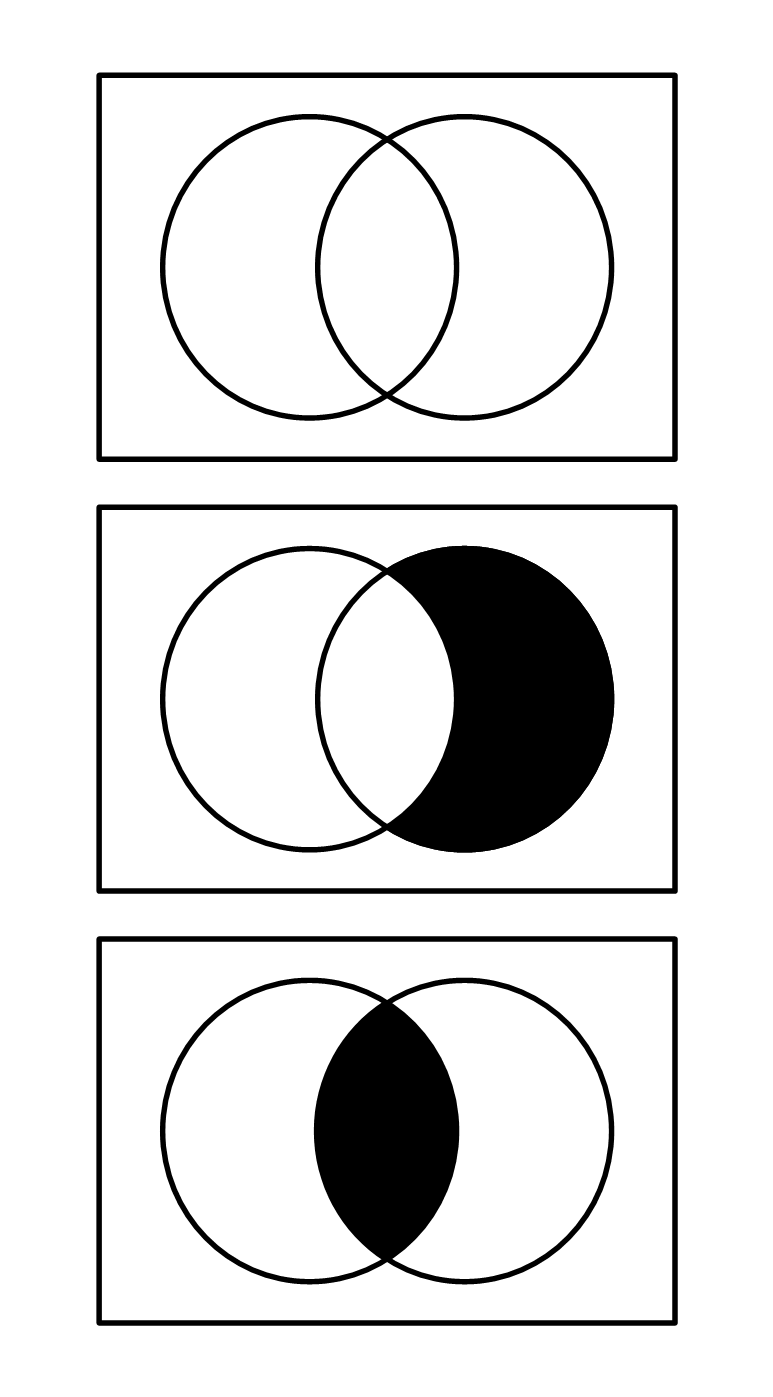
Diagramas de Venn que corresponden respectivamente a las relaciones topológicas de unión, inclusión y disyunción entre dos conjuntos

Los diagramas de Venn son esquemas usados en la teoría de conjuntos, tema de interés en matemáticas, lógica de clases y razonamiento diagramático. Estos diagramas muestran colecciones (conjuntos) de cosas (elementos) por medio de líneas cerradas. La línea cerrada exterior abarca a todos los elementos bajo consideración, el conjunto universal U.
Los diagramas de Venn fueron ideados hacia 1880 por John Venn.

## Introducción
Con los diagramas de Venn es posible representar las relaciones de intersección, inclusión y disyunción sin cambiar la posición relativa de los conjuntos

### Intersección
Dado que los conjuntos pueden tener elementos comunes, las regiones encerradas por sus líneas límite se superponen, siendo los elementos del conjunto que pertenecen simultáneamente a ambos conjuntos conocidos como, la intersección del conjunto.
| A = {1; 2; 3; 4; 6; 12} B = {1; 3; 5; 15} U = {1; 2; 3; 4; 5; 6; 12; 15}                                                 | Diagrama de Venn - intersección con elementos |
| A = {x \| x es divisor natural de 12} B = {x \| x es divisor natural de 15} U = {x \| x es natural menor o igual que 15} | Diagrama de Venn - intersección sin elementos |

Intersección = 1, 3

### Inclusión
Si todos los elementos de un conjunto son parte de los elementos de otro, se dice que el primero es un subconjunto del segundo o que está incluido en el segundo. En los diagramas de Venn, todas las regiones de superposición posibles deben ser representadas. Y, cuando hay regiones que no contienen elementos (regiones vacías), la situación se indica anulándolas (con un color de fondo distinto).
| A = {1; 2; 3; 4; 6; 12} B = {1; 2; 3; 6} U = {1; 2; 3; 4; 5; 6; 7; 8; 9; 10; 11; 12}                                    | Diagrama de Venn - inclusión con elementos |
| A = {x \| x es divisor natural de 12} B = {x \| x es divisor natural de 6} U = {x \| x es natural menor o igual que 12} | Diagrama de Venn - inclusión sin elementos |

### Disyunción
Cuando los conjuntos no tienen elementos comunes, la región de superposición queda vacía. Y es tal
| A = {2; 4; 6; 8} B = {1; 3; 5; 7; 9} U = {1; 2; 3; 4; 5; 6; 7; 8; 9}                                         | Diagrama de Venn - inclusión con elementos                                 |
| A = {x \| x es par y de una cifra} B = {x \| x es impar y de una cifra} U = {x \| x es natural menor que 10} | Diagrama de Venn - inclusión sin elementos alguno para su misma disyunción |

A la izquierda de los diagramas, las definiciones de los conjuntos por enumeración y por comprensión.

## Orígenes e historia

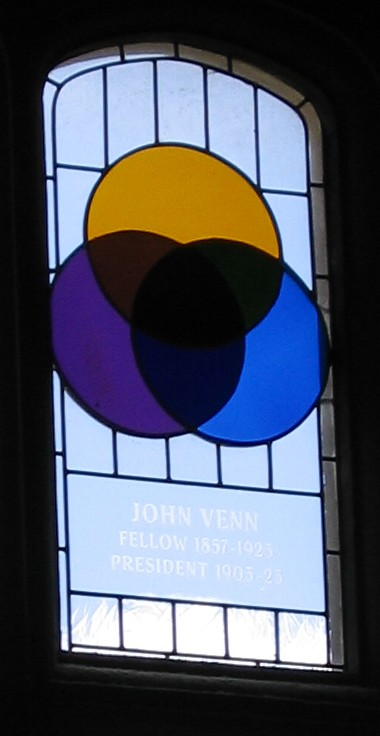
Vitral del comedor del Caius College (Cambridge) en homenaje a John Venn y su creación

Los diagramas de Venn tienen el nombre de su creador, John Venn, matemático y filósofo británico. Estudiante y más tarde profesor del Caius College de la Universidad de Cambridge, Venn desarrolló toda su producción intelectual en ese ámbito.
Los diagramas que hoy conocemos fueron presentados en julio de 1880 en el trabajo titulado De la representación mecánica y diagramática de proposiciones y razonamientos, que tuvo gran repercusión en el mundo de la lógica formal. Los diagramas de Venn tienen varios antecedentes. La primera representación gráfica de deducciones lógicas —y, en particular, de silogismos— se atribuye comúnmente a Gottfried Leibniz. Variantes de la misma fueron empleadas luego por George Boole y Augustus De Morgan, pero fue el gran matemático suizo Leonhard Euler quien primero introdujo una notación clara y sencilla. El siguiente diagrama muestra de otro modo la relación de inclusión del ejemplo dado en la introducción.
| Diagrama de Euler - inclusión |
| diagrama de Euler             |

Los diagramas de Euler se distinguen de los de Venn en dos aspectos:
- en ellos no aparecen las regiones vacías y
- el conjunto universal no se representa.

Si bien fue Venn quien introdujo la expresión «universo del discurso», él nunca representó al universal en sus trabajos. Por eso la idea de conjunto universal se atribuye habitualmente a Charles Dodgson, más conocido como Lewis Carroll, el lógico y autor de cuentos para niños que popularizó el concepto de conjunto complementario. El conjunto universal fue cuestionado por Bertrand Russell, quien mostró que con tal concepto la teoría de conjuntos resultaba inconsistente (véase paradoja de Russell). Sin embargo, dicha definición fue rescatada y aun justificada en una reciente extensión de los diagramas de Venn que distingue al universal del Todo (universo del discurso). Por las dos razones recién mencionadas, los diagramas de Venn llegaron a convertirse en el nuevo estándar para la formalización de operaciones lógicas y los sistemas de representación anteriores cayeron en desuso.
Tiempo después de la aparición del primer artículo, Venn desarrolló  su nuevo sistema en el libro Lógica simbólica, publicado en 1881 y cuyo propósito era interpretar y revisar los trabajos de Boole en el campo de la lógica formal. Este libro sirvió sobre todo para presentar ejemplos del uso de los diagramas. Otro libro de Venn que ayudó a divulgar el nuevo sistema de representación fue el titulado Los principios de la lógica empírica o inductiva, publicado en 1889.
La primera constancia escrita del uso de la expresión «diagrama de Venn» es muy tardía (1918) y se encuentra en el libro A Survey of Symbolic Logic de Clarence Irving Lewis.

## Diagramas de Venn de enunciados
Como se mostró en la introducción, los diagramas de Venn pueden ser definidos por comunicaciones de sus elementos o por indicación de una característica común que los identifica unívocamente. De ahí que haya dos tipos de diagramas de Venn: los que muestran elementos reunidos por líneas cerradas y los que simplemente muestran enunciados o conceptos. Estos últimos son más interesantes porque permiten operar de manera abstracta y llegar a conclusiones más generales.
Los siguientes diagramas del segundo tipo muestran los resultados de cuatro operaciones básicas con conjuntos usando el código del semáforo de dos colores.
| Venn operaciones 2 | Venn operaciones 1 | Venn operaciones 3     | Venn operaciones 4 |
| ¬A                 | A ∧ B              | A ∨ B = ¬((¬A) ∧ (¬B)) | A – B = A ∧ (¬B)   |

Como se desprende de las igualdades, con las dos primeras operaciones (negación y conjunción), es posible hacer las otras dos (disyunción y sustracción).
El código de dos colores puede ser interpretado en el sistema binario de numeración: rojo = 0; verde = 1. A los resultados de las operaciones se los puede entonces digitalizar. Y a los términos que participan de las operaciones, también. De este modo, las operaciones con conjuntos se convierten en operaciones con números.

## Diagramas de Venn y cantidad de definiciones
Los siguientes diagramas muestran la cantidad de regiones en que queda dividido el conjunto universal con una, dos y tres definiciones.
| Diagrama de Venn - 1 conjunto | Diagrama de Venn - 2 conjuntos | Diagrama de Venn - 3 conjuntos |
| 1 conjunto (1 color)          | 2 conjuntos (3 colores)        | 3 conjuntos (7 colores)        |

Entre los colores se cuenta el gris, que en todos los casos corresponde a los elementos que no caen en ninguna definición.

### Diagrama de un conjunto
Tiene solamente 2 regiones: la de los elementos que responden a la definición A y la de los que se oponen a ella.

### Diagrama de dos conjuntos
Tiene 4 regiones. Considérese el siguiente ejemplo: el conjunto A es el de los animales bípedos y el conjunto B es el de los animales que pueden volar. El área donde las dos regiones se superponen contiene por lo tanto a todos los animales que, al mismo tiempo, son bípedos y pueden volar. En resumen:
- A (regiones amarilla y verde): animales bípedos,
- B (regiones azul y verde): animales que pueden volar,
- A y B (región verde): animales bípedos que pueden volar,
- A y no B (región amarilla): animales bípedos que no pueden volar,
- no A y B (región azul): animales no bípedos (que no tienen dos patas) que pueden volar,
- no A y no B (región gris): animales no bípedos que no pueden volar,
- A o B (regiones amarilla, azul y verde): animales bípedos o que pueden volar.

Los pingüinos, que tienen dos patas y no pueden volar, están en la región amarilla; los mosquitos, que tienen seis patas y pueden volar, están en la región azul; los loros, que tienen dos patas y pueden volar, están en la región verde; las ballenas, que no tienen patas ni pueden volar, están en la región gris.

### Diagrama de tres conjuntos
Tienen 8 regiones. Los diagramas de tres conjuntos fueron los más usados por Venn en toda su obra. Un ejemplo de aplicación podría ser el siguiente: dado un grupo de personas, A es el conjunto de las de sexo masculino, B el conjunto de las mayores de 18 años y C el conjunto de las que trabajan. De este modo, la región verde sería la de las personas de sexo masculino, mayores de 18 años, que no trabajan.

### Diagramas de más de tres conjuntos
La dificultad de representar más de tres conjuntos mediante diagramas de Venn es evidente. Venn sentía afición por los diagramas de más de tres conjuntos, a los que definía como "figuras simétricas, elegantes en sí mismas". A lo largo de su vida, diseñó varias representaciones usando elipses, y dejó indicaciones para la construcción de diagramas con cualquier cantidad de curvas, partiendo del diagrama de tres círculos.

#### Diagramas de Edwards
Anthony William Fairbank Edwards propuso diagramas para más de tres conjuntos, proyectando el diagrama sobre una esfera. Tres conjuntos pueden ser representados fácilmente tomando tres hemisferios en ángulos rectos (x = 0, y = 0 y z = 0). Un cuarto conjunto puede ser representado tomando una curva similar a la juntura de una pelota de tenis que suba y baje alrededor del ecuador. Los conjuntos resultantes pueden ser proyectados de nuevo sobre el plano para mostrar diagramas de tipo engranaje, con cantidades cada vez mayores de dientes. Edwards ideó estos diagramas mientras diseñaba la ventana acristalada en memoria de Venn que hoy adorna el comedor del Caius College.
| Diagrama de Edwards de 3 conjuntos | Diagrama de Edwards de 4 conjuntos |
| 3 conjuntos                        | 4 conjuntos                        |
| Diagrama de Edwards de 5 conjuntos | Diagrama de Edwards de 6 conjuntos |
| 5 conjuntos                        | 6 conjuntos                        |

#### Otros diagramas
Los diagramas de Edwards son topológicamente equivalentes a los diagramas diseñados por Branko Grünbaum, que se basan en la intersección de polígonos con cantidades crecientes de lados. Phillip Smith ideó diagramas similares de n conjuntos usando curvas senoidales con ecuaciones del tipo y = sen(2i x)/2i, 0 ≤ i ≤ n – 2. Por su parte, Lewis Carroll diseñó un diagrama de cinco conjuntos.

## Otras representaciones
A continuación se hace referencia a representaciones relacionadas con los diagramas de Venn.

### Líneas de Leibniz
Las líneas de Leibniz fueron las primeras representaciones de conceptos lógicos. Leibniz también representó los conceptos con círculos, pero prefería las líneas.

### Círculos de Euler
Los círculos de Euler preceden históricamente a los diagramas de Venn y en algunas aplicaciones son todavía usados.
La diferencia entre los diagramas de Euler y de Venn se observa sobre todo en las relaciones de inclusión y de disyunción.
|         | inclusión                | disyunción               |
| Leibniz | Diagrama de Venn Euler 5 | Diagrama de Venn Euler 6 |
| Euler   | Diagrama de Venn Euler 3 | Diagrama de Venn Euler 4 |
| Venn    | Diagrama de Venn Euler 1 | Diagrama de Venn Euler 2 |

Los diagramas de Venn muestran la topología del sistema sin que sea necesario modificar la posición relativa de los conjuntos, a costa de introducir una nueva convención: el sombreado de las regiones vacías.

### Mapas de Karnaugh
Los mapas de Karnaugh o diagramas de Veitch son una representación visual de expresiones del álgebra de Boole.

### Gráficos de Peirce.
Los gráficos de Peirce son extensiones de los diagramas de Venn que incluyen información sobre afirmaciones existenciales, disyuntivas, de probabilidades y otras relaciones.

## Aplicaciones de los diagramas de Venn
Los diagramas de Venn son útiles en muchas áreas, incluyendo las matemáticas, la estadística, la lógica y la informática. Aquí se presentan algunas de las aplicaciones más comunes de los diagramas de Venn:
1. Análisis de datos: Los diagramas de Venn son útiles para analizar datos y encontrar patrones en conjuntos de datos. Por ejemplo, los diagramas de Venn se pueden utilizar para comparar los resultados de diferentes encuestas o estudios de mercado.
2. Probabilidad: Los diagramas de Venn también son útiles en la teoría de la probabilidad para representar eventos y su intersección. Por ejemplo, un diagrama de Venn puede ayudar a visualizar la probabilidad de que un evento ocurra dado que otro evento ya ha ocurrido.
3. Lógica: Los diagramas de Venn se utilizan comúnmente en la lógica para representar proposiciones y sus relaciones. Por ejemplo, un diagrama de Venn puede representar la relación entre "todos los perros son mamíferos" y "todos los mamíferos tienen pelo".
4. Estadística: los diagramas de Venn son útiles para representar relaciones entre diferentes grupos de datos en estadística. Por ejemplo, podemos usar un diagrama de Venn para mostrar la intersección entre tres grupos de datos, como los pacientes que han recibido tres tratamientos distintos.
5. Informática: en informática, los diagramas de Venn pueden ser usados para visualizar relaciones entre conjuntos de datos en sistemas de bases de datos y algoritmos de búsqueda. Por ejemplo, podemos usar un diagrama de Venn para mostrar la relación entre los datos almacenados en diferentes tablas de una base de datos.

En el ámbito laboral se utilizan para distintos fines:
1. Análisis de competidores: los diagramas de Venn pueden ser utilizados para identificar las habilidades y competencias necesarias para un determinado puesto de trabajo. Por ejemplo, se pueden dibujar círculos que representen diferentes habilidades, como la capacidad de liderazgo, la experiencia en ventas y la habilidad para trabajar en equipo. La intersección de estos círculos puede mostrar las competencias que son necesarias para el puesto.
2. Análisis de roles y responsabilidades: los diagramas de Venn también pueden ser utilizados para visualizar las áreas de responsabilidad de diferentes miembros de un equipo o departamento. Se pueden dibujar círculos que representen diferentes roles, como el gerente de proyectos, el diseñador gráfico y el programador, y luego superponerlos para mostrar las áreas de responsabilidad que comparten.
3. Identificación de problemas: los diagramas de Venn pueden ser utilizados para identificar las causas de un problema en un equipo o proyecto. Se pueden dibujar círculos que representen diferentes áreas, como el presupuesto, el personal y los recursos, y luego superponerlos para mostrar las áreas donde se solapan los problemas.
4. Planificación de proyectos: los diagramas de Venn pueden ser utilizados para planificar y visualizar diferentes etapas de un proyecto. Se pueden dibujar círculos que representen diferentes fases, como la investigación, la planificación y la implementación, y luego superponerlos para mostrar cómo se relacionan y se solapan las diferentes fases.

En el ámbito educacional se pueden utilizar para:
1. Enseñanza de la teoría de conjuntos: los diagramas de Venn son una herramienta útil para enseñar la teoría de conjuntos, ya que permiten visualizar la relación entre diferentes conjuntos y sus elementos. Los estudiantes pueden dibujar círculos que representen diferentes conjuntos y ver cómo se superponen para mostrar la relación entre ellos.
2. Comparación de temas: los diagramas de Venn pueden ser utilizados para comparar y contrastar diferentes temas o conceptos. Por ejemplo, se pueden dibujar círculos que representen diferentes periodos históricos y ver dónde se solapan para mostrar las similitudes y diferencias entre ellos.
3. Identificación de conceptos clave: los diagramas de Venn pueden ser utilizados para identificar conceptos clave en un texto o tema. Los estudiantes pueden dibujar círculos que representen diferentes temas o conceptos y ver dónde se superponen para identificar las ideas principales.
4. Análisis de datos: los diagramas de Venn pueden ser utilizados para analizar y visualizar datos en estadística y matemáticas. Por ejemplo, se pueden dibujar círculos que representen diferentes categorías de datos y ver dónde se solapan para mostrar la relación entre ellas.
5. Desarrollo de habilidades de pensamiento crítico: los diagramas de Venn pueden ser utilizados para desarrollar habilidades de pensamiento crítico al obligar a los estudiantes a comparar y contrastar diferentes ideas o conceptos. Los estudiantes pueden analizar la información y buscar similitudes y diferencias para llegar a conclusiones más informadas.